# Peter Szyszka
Peter Szyszka  (* 23. März 1957 in Braunschweig) ist ein deutscher Kommunikationswissenschaftler.

## Leben
Szyszka studierte Publizistik, Germanistik, Soziologie und Philosophie an der Westfälischen-Wilhelms-Universität Münster, wo er 1988 promovierte. Danach arbeitete er als Referent für Öffentlichkeitsarbeit bei einem Wirtschaftsverband in Baden-Württemberg. Von 1992 bis 1997 war er wissenschaftlicher Mitarbeiter an der Leuphana Universität Lüneburg und Professurvertreter an der Ruhr-Universität Bochum. In der Folgezeit arbeitete er als selbständiger Berater für Unternehmenskommunikation. 2000 erhielt er einen Ruf an die Hochschule Osnabrück, wo er bis 2004 lehrte und das Institut für Kommunikationsmanagement am Standort Lingen aufbaute. 2004 wechselte er als Professor in die Schweiz an das Institut für angewandte Medienforschung der Zürcher Hochschule Winterthur. 2009 bis 2011 war er erster Stiftungsprofessor für Public Relations (PR – Öffentlichkeitsarbeit) an der Universität Wien in Österreich. 2011 kehrte er nach Deutschland zurück, wo er an der Hochschule Hannover in den Bereichen Organisationskommunikation, Public Relations und Kommunikationsmanagement forscht und lehrt. Daneben leitet er seit 2014 eine Forschungsgruppe Beziehungskapital.
Er ist seit 2016 Vorsitzender der Jury des Internationalen Deutschen PR-Preises, deren Leitung er bereits von 2006 bis 2010 innehatte.

## Werk
In seiner theoretischen Grundlagenforschung vertritt Szyszka differenzierte Positionen zu Organisationskommunikation und Public Relations. Diesem Verständnis nach ist Organisationskommunikation als „Kommunikation in und über Organisationen“ beziehungskonstituierende Kommunikation, für deren Beobachtung und Bearbeitung Organisationen Managementfunktionen ausprägen, die sich mit der „Kommunikation von Organisationen“ befassen. Der in Praxis und Forschung teilweise diffuse PR-Begriff wird bei Szyszka einer älteren angelsächsischen Tradition (Harlow, 1957) folgend in „Public Relationships“ als natürliche Organisation-Umwelt-Beziehungen, „Public-Relations-Management“ als organisationale Regelungsfunktion zum Umgang mit diesen Beziehungen und „Public-Relations-Operationen“ als praktische PR-Arbeit mit spezifischen Maßnahmen und Instrumenten zum Umgang mit Beziehungen, Öffentlichkeit und Meinungsbildung unterschieden.
In seiner anwendungsbezogenen Forschung beschäftigt sich Szyszka mit den Beziehungen zwischen Organisationen und Stakeholdern und dem darin verankerten Beziehungskapital, dem er aufgrund langer Vernachlässigung größere Entwicklungspotenziale unterstellt. Beziehungskapital wird als immaterielle Ressource (Wertschätzung, Image, Attraktivität, Sympathie) verstanden. Dieses kann dem Verständnis nach über Akzeptanz, Wertschätzung und Kooperationsbereitschaft soziales Unterstützungs- oder auch Risikokapital sein, das über Präferenzentscheidungen Einfluss auf die Möglichkeiten der Erwirtschaftung von Realkapital nimmt. Organisationen werden dabei als Persönlichkeiten auf der Schnittstelle zwischen Innenwelt (gelebte Identität) und Außenwelt (zugewiesene Authentizität) behandelt, wobei die Außenwelt über Bestand und Qualität und die Innenwelt über Relevanz und Bedarf von Beziehungskapital entscheidet. Die Frage nach theoriegestützten Verfahren zu Erhebung, Bewertung, Bearbeitung und Bewirtschaftung von Beziehungskapital steht im Mittelpunkt der Forschungsarbeiten, die dem Stakeholder-Management zuzuordnen sind. Gemeinsam mit Praxispartnern hat Szyszka ein eigenes Controlling-Verfahren zur Ermittlung und Bewertung von Beziehungskapital entwickelt, das neben dem Reporting (organisationspolitische Entscheidungsprozesse) auch den Handlungsbedarf und Ressourceneinsatz im Kommunikationsmanagement strategisch steuert und Informationen zur immateriellen Berichterstattung (Nachhaltigkeitsberichterstattung) bereitstellt. Mit „Beziehungskapital“ hat er hierzu eine Arbeit vorgelegt, die seinen Ansatz theoretisch fundiert.

## Auszeichnungen
Szyszka wurde 2008 mit der goldenen Ehrennadel der Deutschen Public Relations Gesellschaft (DPRG) für sein Engagement im Wissenschafts-Praxistransfer ausgezeichnet.

## Schriften (Auswahl)
Szyszkas Werk umfasst zwei Monographien, Herausgeberschaften und Beiträge in Sammelbänden, Handbüchern und Zeitschriften.
Monographien
- Beziehungskapital. Akzeptanz und Wertschöpfung. Kohlhammer, Stuttgart 2017.
- mit Dagmar Schütte und Katharina Urbahn: Public Relations in Deutschland-Eine Studie zur Öffentlichkeitsarbeit von Unternehmen, Wirtschaftsverbänden und PR-Agenturen. UVK Verlagsgesellschaft, Konstanz 2009, ISBN 978-3-89669-587-1.

Beiträge in Sammelbänden
- Integrativer Theorieentwurf. In: R. Fröhlich, P. Szyszka, G. Bentele (Hrsg.): Handbuch der Public Relations. 3. Auflage. Springer-VS, Wiesbaden 2015, ISBN 978-3-531-17438-9, S. 205–228.
- Soziales Kommunikations-Controlling. Wertschöpfung durch Authentizität und soziales Kapital. In: A. Zerfaß, M. Piwinger (Hrsg.): Handbuch Unternehmenskommunikation. 2. Auflage. Gabler, Wiesbaden 2014, ISBN 978-3-8349-4542-6, S. 909–927.
- Konturen eines organisationalen Theorieentwurfs zu Public Relations und Kommunikationsmanagement. In: Ralf Spiller, Hans Scheurer (Hrsg.): Grundlagentexte Public Relations, UVK, Konstanz 2014, ISBN 978-3-8252-4138-4, S. 372–392.
- Authentizität als Beziehungskapital. Eine organisationskommunikative Perspektive. In: Peter Szyszka (Hrsg.): Alles nur Theater. Authentizität und Inszenierung in der Organisationskommunikation. Halem Verlage, Wiesbaden 2012, ISBN 978-3-86962-044-2, S. 255–291.
- Die Leistung der PR-Arbeit in der Produkt- und Markenkommunikation. In: N. Janich (Hrsg.): Marke und Gesellschaft. Markenkommunikation im Spannungsfeld zwischen Werbung und Public Relations. Springer-VS, Wiesbaden 2009, ISBN 978-3-531-16674-2, S. 17–52.

Herausgeberschaften
- mit Romy Fröhlich und Günter Bentele: Handbuch der Public Relations. 3. Auflage. Springer-VS, Wiesbaden 2015, ISBN 978-3-531-17438-9.
- Alles nur Theater. Authentizität und Inszenierung in der Organisationskommunikation. Halem Verlage, Köln 2012, ISBN 978-3-86962-044-2.
- Öffentlichkeit – Diskurs zu einem Schlüsselbegriff der Organisationskommunikation. Springer-VS, Wiesbaden 1999, ISBN 3-531-13399-3.

Zeitschriftenbeiträge
- Beziehungskapital und Stakeholdermanagement. Konzept und Betriebsmodell. In: PR-Magazin. Band 45, Nr. 10, 2014, S. 47–54.
- Die Lücke der Wertschöpfungsdiskussion. Soziales Kommunikations-Controlling über Authentizität. In: PR-Magazin. Band 44, Nr. 5, 2013, S. 64–71.